# DEC Professional

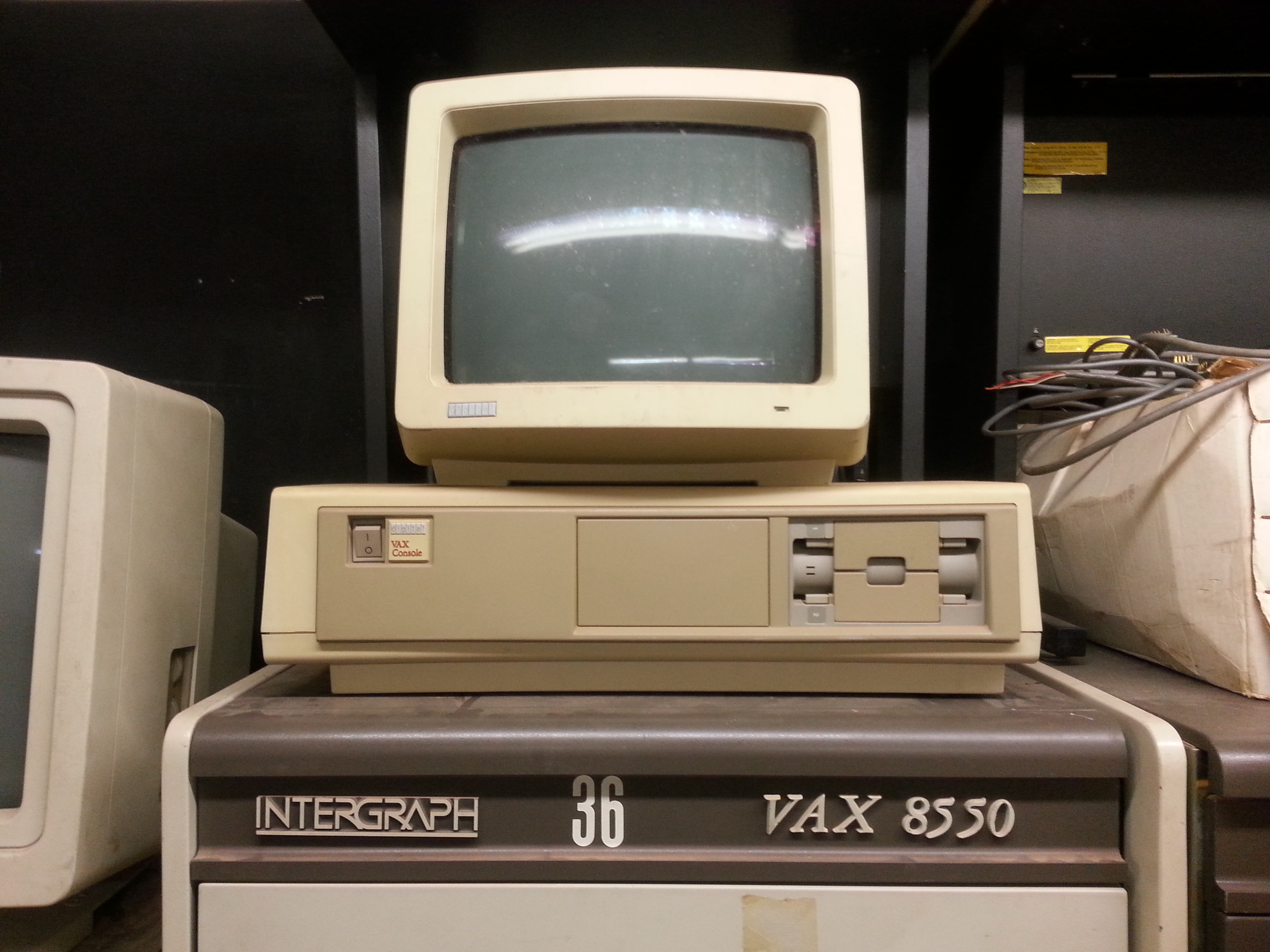
VAX 8550のコンソール端末として使われるDEC Professional

Professional 325 (PRO-325)、Professional 350 (PRO-350) は、IBM PCへのハイエンド対抗機種としてディジタル・イクイップメント・コーポレーション (DEC) によって1982年に市場投入されたPDP-11互換のマイクロコンピュータであった。ただし、後述のようにPDP-11のソフトウェアをそのまま実行できるような互換性はなかった。
後に性能を向上させたProfessional 380 (PRO-380) も登場する。

## 歴史
外観はRainbow 100やDECmate II（これらも当時販売されていた機種
）に似ているが、ProfessionalシリーズはLK201キーボードと400KB片面4倍密度のフロッピーディスクドライブ（RX50として知られる）を搭載しており、カラーあるいは白黒モニターのいずれかを選ぶことができた。
DECのこれら3機種のいずれも好意的に受け止められず、コンピュータ業界は代わりに全てのバイナリプログラムに互換性のあるIntel 8088を搭載したIBM PC互換機を標準化した。
いくつかの点でPDP-11マイクロプロセッサは、インテルのマイクロプロセッサよりも技術的に優れていた。
8088は20ビットのアドレスバスが原因で1MBのメモリ空間に制限されていた。一方、PDP-11マイクロプロセッサは22ビットのアドレスバスで4MBのアクセスが可能であった（8088とPDP-11のどちらにしても直接アクセスできるメモリは64KBに制限されており、個々のコードとデータの大きさは制限されていた）。
しかし、競争において他の要因がより重要であった。DECの企業文化とビジネスモデルは、開発の速い消費者向けコンピュータ市場に向いていなかった 。
1984年にBYTE誌は、IBM PCで動作するVenix（パソコン用UNIX）は、DEC professionalとPDP-11/23で動作するVenixよりも性能が優れていたと報告した。
その上、PDP-11は非常に成功したミニコンピュータであったが、入手可能なスモールビジネス用ソフトウェアの種類が少なかった。
競争によって、多くの既存のCP/Mのアプリケーションが、CP/Mが動作する8080 CPUと類似した8086/8088とMS-DOSを搭載したIBM PCに容易に移植された。
既存のPDP-11のソフトウェアをDEC Professionalへ移植することは、DEC社のミニコンピュータのPDP-11シリーズと部分的に互換性をなくすという設計上の決定のせいで複雑になってしまった。
コンピュータ業界の批評家は、「DECが低価格なPCとの価格競争からより利益のある主流のPDP-11シリーズを守ろうとしたので、この非互換性は少なくとも部分的に意図したものとして表面化してしまった」と述べた。
DEC Professionalは、オフィス用パーソナルコンピュータとしても科学技術ワークステーションとしても広く受け入れられることはなかった。コンピュータの市場は、Intel 8086あるいはMC68000を搭載したコンピュータへ向かっていった。
巨大なPC市場における重要な足がかりを得ることにDECが失敗したことは、ニューイングランドにおけるコンピュータハードウェア産業の終わりの始まりであった。
ニューイングランドを拠点とするほとんどのコンピュータ企業（DEC、データゼネラル、ワング・ラボラトリーズ、Prime Computer、Computervision、ハネウェル）は、ミニコンピュータを重視していたからである。

## 技術仕様

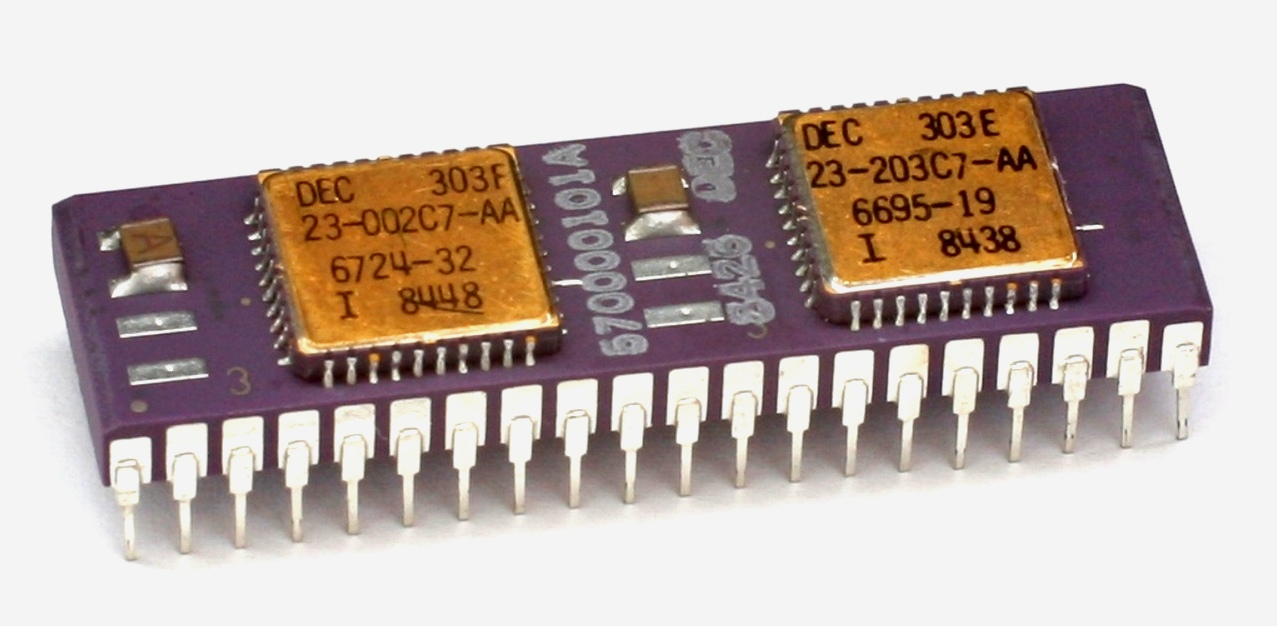
DEC "Fonz-11" (F11) Chipset

Professional 325と350は、F-11チップセット（LSI-11/23に使われた）を使用した。このチップセットは、90ピンZIFコネクタを使う独自のCTI (Computing Terminal Interconnect) バスの拡張スロットを6つまで搭載した単一基板のPDP-11を作るためのものであった。
Professionalシリーズは、2台のRX50フロッピーディスクドライブを搭載していた。Professional 325は、フロッピーディスクドライブだけを搭載した。350と380は、内蔵ハードディスクも搭載していた。
ミニコンピュータのPDP-11シリーズは、コンソールと表示デバイスとして分離しているシリアル通信端末（文字表示のみ）を使用した。
Professionalシリーズは、組み合わされたコンソールとディスプレイを制御するために内蔵ビットマップグラフィックスを使用した。
Professionalシリーズの全ての入出力デバイスは、ミニコンピュータのPDP-11の入出力デバイスと異なっていた（ほとんどの場合、完全に異なっていた）。
例えば、内部バスがDMAをサポートした一方で、DMAを使う入出力デバイスは存在しなかった。
割り込みシステムは、当時のインテルのPC用チップを使用して実装された。そのため、割り込みシステムをPDP-11の標準割り込みアーキテクチャから非常に異なったものにしてしまった。
これら全ての理由によって、Professionalシリーズは、以前から存在したPDP-11のオペレーティングシステムに対して広範囲の修正を要求した。
そして、Professionalは、修正なしで標準PDP-11（ミニコンピュータのPDP-11）のソフトウェアを実行することができなかった。
Professional 3xxのデフォルトのオペレーティングシステムは、DECのP/OS（Professional Operating System）であった。P/OSはメニュー方式のユーザインタフェースを追加したRSX-11Mの改造バージョンであった。
コンピュータ業界の批評家は、「このユーザインタフェースは、ぎこちなく、遅く、そして柔軟性がない。広く使われるようになったコマンドライン方式のMS-DOSのユーザインタフェースを越える利点はわずかだ。」
他に利用できるオペレーティングシステムは、DEC RT-11、VenturCom Venix、そして2.9BSD Unixであった。

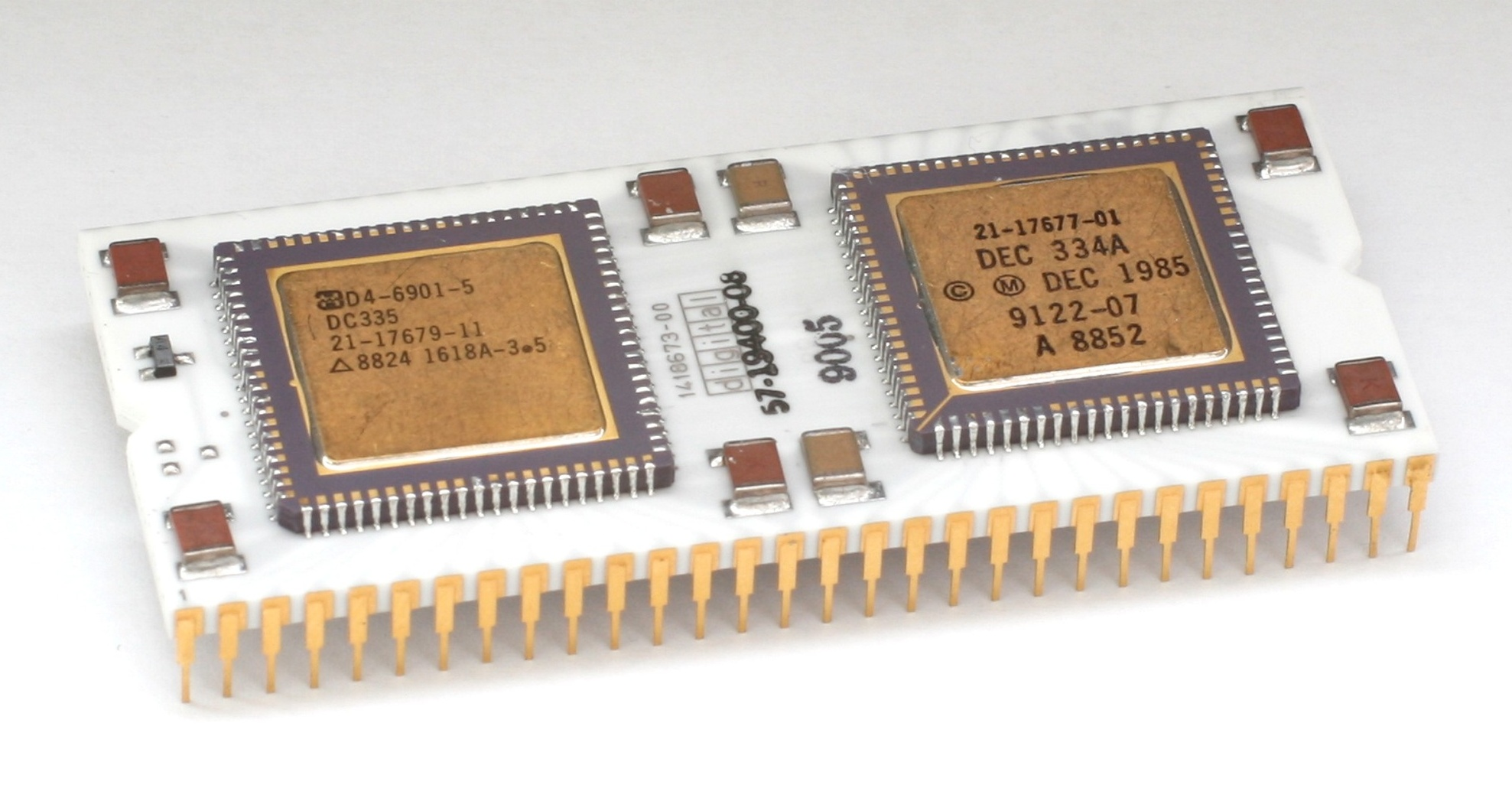
DEC "Jaws-11" (J11) Chipset

その後、大幅に高速なJ-11チップセット（PDP-11/73で使用された）を使用したProfessional 380 (PRO-380)を発売した。
しかしながら、マザーボードのクロッキング問題が原因で、J-11チップは16〜18MHzの代わりに10MHzで動作するしかなかった。このようにProfessional 380は標準のPDP-11/73システムよりも低速度であった。
DEC Professional PC-38Nは、Professional 380にRTI（リアルタイムインタフェース）を付けたものであった。RTIは、DEC ProfessionalをVAX 8500や8550と接続して、DEC Professionalをコンソール端末として使用するために必要なものであった。
RTIは2つのシリアル線ユニットを搭載していた。1つは、VAX環境モニタリングモジュール（EMM: VAX environmental monitoring module）に接続し、もう一方は、データ転送に使うことができる予備である。
RTIは3つの8ビットポートから構成されるプログラマブルペリフェラルインタフェース (PPI) も搭載していた。PPIはデータ、アドレスを転送し、コンソール端末とVAXコンソールインタフェースの間の信号を制御する。

## クローン製品
DEC Professional以前のPDP-8やPDP-11のようにProfessional 350は、Elektronika MS-0585としてソビエト連邦でクローン製品が作られた。